# Paulius Petrilevičius
Paulius Petrilevičius (Kėdainiai, 23 marzo 1991) è un cestista lituano.